# مهشید اشتری
مهشید اشتری (زادهٔ ۳۰ شهریور ۱۳۷۹) بازیکن تنیس روی میز و عضو تیم ملی ایران است. وی به عنوان یکی از برترین بازیکنان تیم ملی تنیس روی میز ایران قرار است عازم مسابقات جهانی سوئد شود. اشتری، سال ۱۳۹۶ با قهرمانی و به دست آوردن بالاترین امتیازات سه مرحله تور ایرانی توانست بدون نیاز به شرکت در مسابقات انتخابی، مجوز ورود به تیم ملی بزرگسالان تنیس روی میز ایران را بگیرد. در مسابقات اپن جهانی در پرتغال در رده سنی جوانان در بخش بانوان، به همراه فاطمه جمالی فر در دونفره دختران با پیروزی در فینال مسابقات، در جایگاه نخست قرار گرفت. مهشید اشتری، می‌گوید 
به خاطر تمرین مجبور به ترک تحصیل موقت شده‌است. موقع امتحانات پایان سال تحصیلی در خرداد ۱۳۹۶، برای شرکت در مسابقات به آلمان رفته و به همین خاطر از درس‌هایش عقب افتاده اما آموزش و پرورش برای او استثنا قائل نشده و در نهایت به دلیل نداشتن معلم خصوصی و امکانات ویژه سه ماه مجبور به ترک تحصیل شده‌است.

## رقابت‌ها و افتخارات
- رتبه چهاردهم مسابقات اوپن فنلاند ۲۰۱۹[۱]
- مقام دوم دور دوم تور ایرانی بانوان آبان ۱۳۹۸[۲]
- حضور در مسابقات قهرمانی جهان بزرگسالان به میزبانی مجارستان ۲۰۱۹
- حضور در بازی‌های آسیایی جاکارتا ۲۰۱۸[۳]
- حضور در کاپ آسیا به میزبانی هوکوهاما ژاپن[۴]
- حضور در تور جهانی چلنج پلاس به میزبانی عمان[۵]
- قهرمانی در لیگ برتر بانوان کشور در ترکیب تیم شهرداری شهر بابک
- حضور در تور بین‌المللی فنلاند ۲۰۱۸[۶]
- مقام سوم در دور سوم تور ایرانی آذر ۱۳۹۷
- حضور در مسابقات قهرمانی جهان ۲۰۱۸ به میزبانی هالمستاد سوئد[۷]
- قهرمانی در دور سوم تور ایرانی به میزبانی مشهد ۱۳۹۶[۸]
- حضور در رقابت‌های انتخابی المپیک ۲۰۱۸ جوانان در آرژانتین[۹]
- حضور در مسابقات قهرمانی جهان ۲۰۱۷ به میزبانی دوسلدورف آلمان[۱۰]
- حضور در بازی‌های همبستگی کشورهای اسلامی[۱۱]